# هاري فان دن بيرغ
هاري فـان دن بيرغ هو ناشط سلام وسياسي هولندي، ولد في 1 أبريل 1942 في أمستردام في مملكة هولندا، وتوفي بنفس المكان في 20 مارس 2020. نشط حزبياً في حزب العمل. وقد انتخب ممثل الجمعية البرلمانية لمجلس أوروبا ‏ لترشحه ضمن قائمة هولندا، (30 سبتمبر 1981 – 1 أكتوبر 1987) وانتخب نائب عن الجمعية البرلمانية لمجلس أوروبا ‏ لترشحه ضمن قائمة هولندا، (23 يناير 1978 – 30 سبتمبر 1981) وانتخب عضو مجلس نواب هولندا ‏.